# Oplocany
Oplocany település Csehországban, Přerovi járásban. Oplocany Tovačov, Lobodice, Polkovice, Ivaň és Klenovice na Hané településekkel határos. Lakosainak száma 369 fő (2024. január 1.).

## Népesség
A település lakosságának változását az alábbi diagram mutatja:
| Lakosok száma | 621  | 698  | 707  | 521  | 450  | 334  | 308  | 314  | 340  | 369  |
|               | 1869 | 1890 | 1921 | 1950 | 1980 | 2001 | 2017 | 2019 | 2022 | 2024 |